# کوروف
کوروف (به لهستانی: Kurów) نام روستایی در جنوب غربی لهستان که دارای جمعیت ۲۸۱۱ نفر می‌باشد و مساحت آن ۱۱٫۳ کیلومتر مربع است.